# Helictotrichon pratense
Helictotrichon pratense sinònim: Avenula pratense és una espècie de planta herbàcia perenne dins la família de les poàcies. Està distribuïda per Europa, incloent els Països Catalans, Nord d'Àfrica i Àsia. Fa de 30 a 85 cm d'alt i les seves fulles són principalment basals, d'un color verd grisenc i de forma plana o junciforme. Un tret característic d'aquesta espècie és que presenta dues línies verdes al nervi central de la fulla que destaquen sobre la resta del limbe (més grisenc).

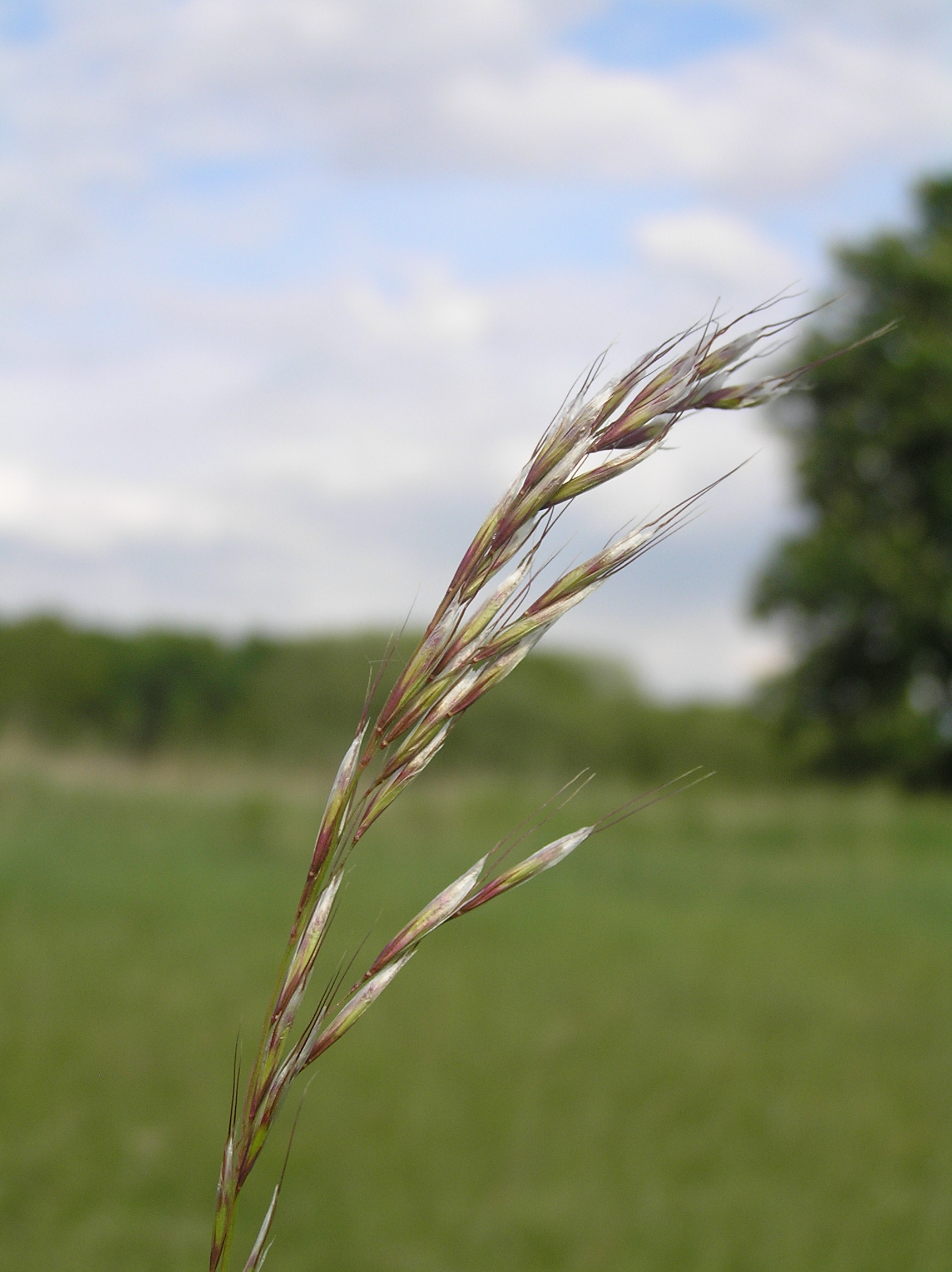
Detall de l'espiga

La inflorecència és una panícula de 5 a 10 cm, unilateral (raquis secundaris al mateix cantó), d'una a tres branques per verticil amb espiguetes pedicelades d'unes 3 - 8 flors. La flor té una gluma superior trinerviada i la gluma inferior té una aresta dorsal en forma de colze de 15 a 25 mm. Floreix de maig a agost.

## Hàbitat
Es troba en praderies seques de sòls calcaris o en boscos oberts.

## Sinònims
- Arrhenatherum pratense (L.) Samp.
- Avena pratensis L.
- Avenochloa pratensis (L.) Holub
- Avenula pratensis (L.) Dumort.
- Avenula pratense